# Змисльона (Паєнчанський повіт)
Змисльона (пол. Zmyślona) — село в Польщі, у гміні Семковиці Паєнчанського повіту Лодзинського воєводства.
Населення — 239 осіб (2011).
У 1975-1998 роках село належало до Серадзького воєводства.

## Демографія
Демографічна структура станом на 31 березня 2011 року:
|          | Загалом | Допрацездатний вік | Працездатний вік | Постпрацездатний вік |
| -------- | ------- | ------------------ | ---------------- | -------------------- |
| Чоловіки | 118     | 25                 | 76               | 17                   |
| Жінки    | 121     | 21                 | 63               | 37                   |
| Разом    | 239     | 46                 | 139              | 54                   |